# Grignotage (nutrition)
Pour les articles homonymes, voir Grignotage.
Ne doit pas être confondu avec Grignotine.
 (décembre 2009).
Si vous disposez d'ouvrages ou d'articles de référence ou si vous connaissez des sites web de qualité traitant du thème abordé ici, merci de compléter l'article en donnant les références utiles à sa vérifiabilité et en les liant à la section « Notes et références ».

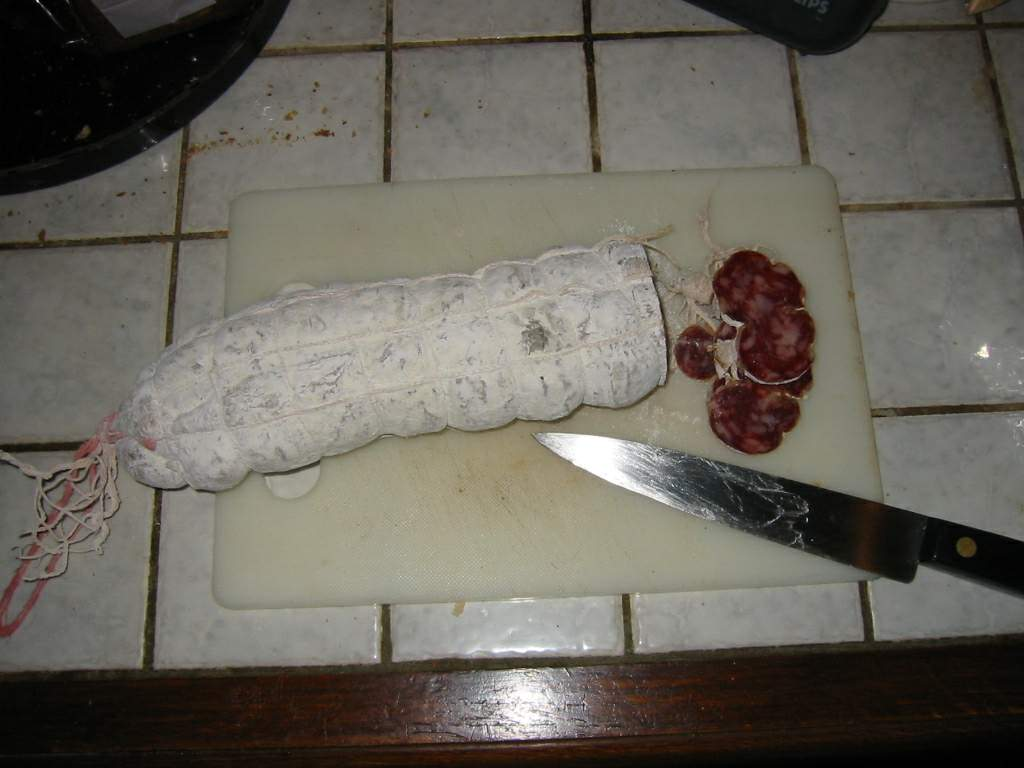
Les aliments grignotés sont rarement sains.

Le grignotage désigne une prise alimentaire plus ou moins régulière d'aliments, souvent salés et/ou sucrés et addictifs, en dehors des repas. Ces petites prises fragmentées apportent moins de 25 % des apports nutritionnels de la journée, hors du repas, et ne sont pas liées à une sensation de faim, ce qui les différencie de la collation. Le grignotage peut être corrélé à l'inactivité physique, la sédentarité et, par extension, à certains loisirs comme les jeux informatiques et la télévision, et alors particulièrement mauvais pour la santé.

## Description
En nutrition, il est déconseillé, car il concerne des aliments rarement sains, et car cette pratique ne permet pas à l'organisme d'arriver à une sensation de satiété qui inciterait à s'arrêter de manger. 
Le grignotage peut être analysé en termes de repas spécial plus ou moins équilibré dans l'équilibre nutritionnel de la journée dépendant lui-même de la courbe d'activité de celle-ci. 
Suivant les cas, cette prise d'aliments peut être normale et même parfois indispensable (ex. : casse-croûte à 10 h du matin après trois heures de marche en montagne) et parfois elle sera superflue, appelée dans ce cas « grignotage ». Dans ce cas, son existence doit être examinée dans le cadre d'un trouble du système neurovégétatif de type angoisse sous-jacent. 
Généralement il faut interpréter cet acte comme un traitement symptomatique de ce trouble. Si celui-ci est chronique (notion de répétition obligatoire), le grignotage en est la cause. La maladie est une maladie auto-entretenue par son traitement (symptomatique). 
La seule méthode de résolution de cette maladie est un traitement paradoxal (ex. : Le seul moment où je suis en train de guérir est lorsque je suis malade).[pas clair]

## Histoire

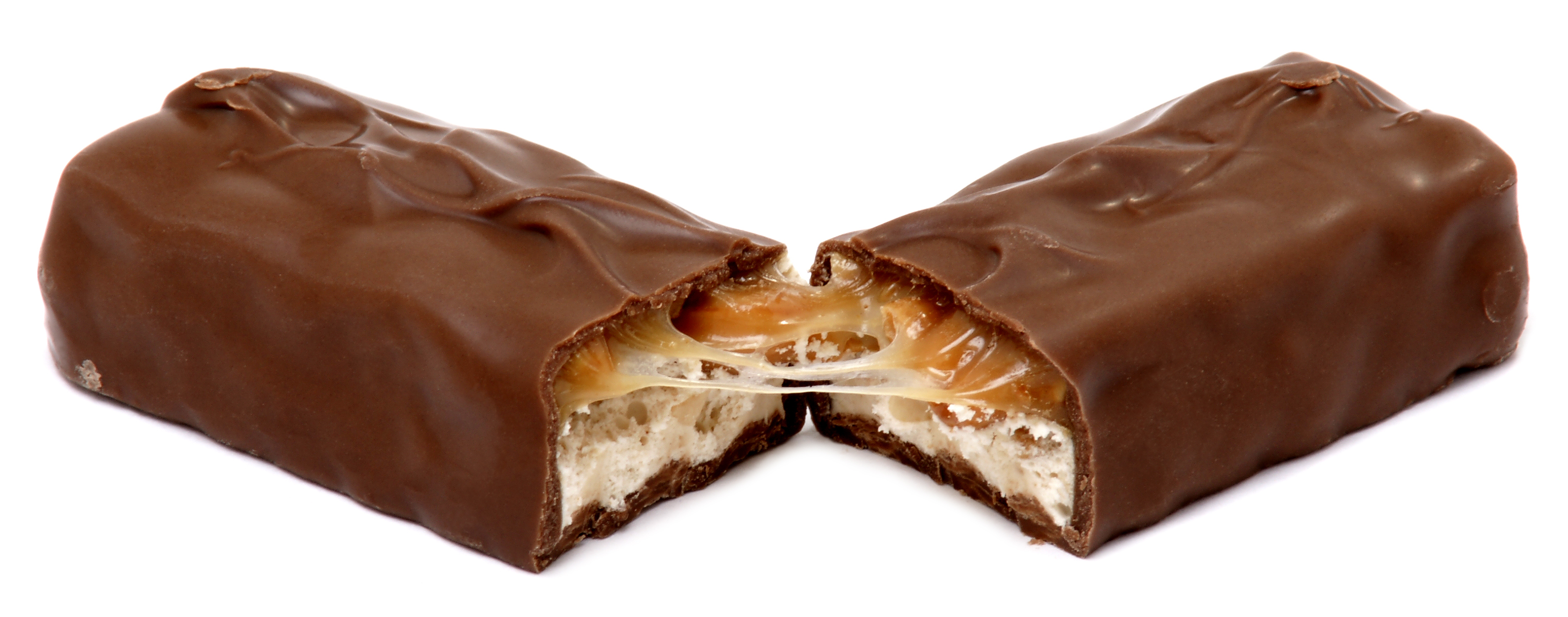
Exemple de snack industriel ultratransformé et très calorique.

En France, en 1999, à la suite des journées sur l'obésité et la nutrition appliquées à la santé (JONAS 99) consacrées notamment à l'obésité, un article de presse titre « Grignotage et fast-food: les deux mamelles de l'obésité des enfants ».
En France, en 2000, « le royaume du bien-manger est rattrapé par les problèmes d'obésité. Études après études, la tendance se confirme ».

### Lobbyisme
Selon des chercheurs du domaine de la santé publique, les multinationales et lobbies de l'industrie agroalimentaire ont cherché à « apprendre au monde le grignotage », alors même que ces aliments et boissons transformés sont problématiques à de nombreux titres, :

« Densité énergétique extrêmement élevée des produits, taille excessive des portions, consommation de grandes quantités de calories sous la forme de boissons sucrées, survalorisation de la consommation, incitation au grignotage au lieu de repas réguliers, manger en regardant la télévision, découragement aux repas et à leur préparation, association des produits et boissons transformés avec le sexe, et réduction du bonheur au fait de dépenser. »,

 Ils s'opposent aussi au nutriscore.